# Lauzon (Québec)
 (novembre 2010).
Si vous disposez d'ouvrages ou d'articles de référence ou si vous connaissez des sites web de qualité traitant du thème abordé ici, merci de compléter l'article en donnant les références utiles à sa vérifiabilité et en les liant à la section « Notes et références ».
Pour les articles homonymes, voir Lauzon.

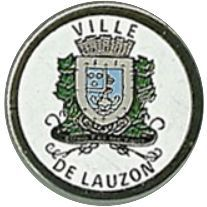
Armoiries de l'ancienne Ville de Lauzon (1910-1989)

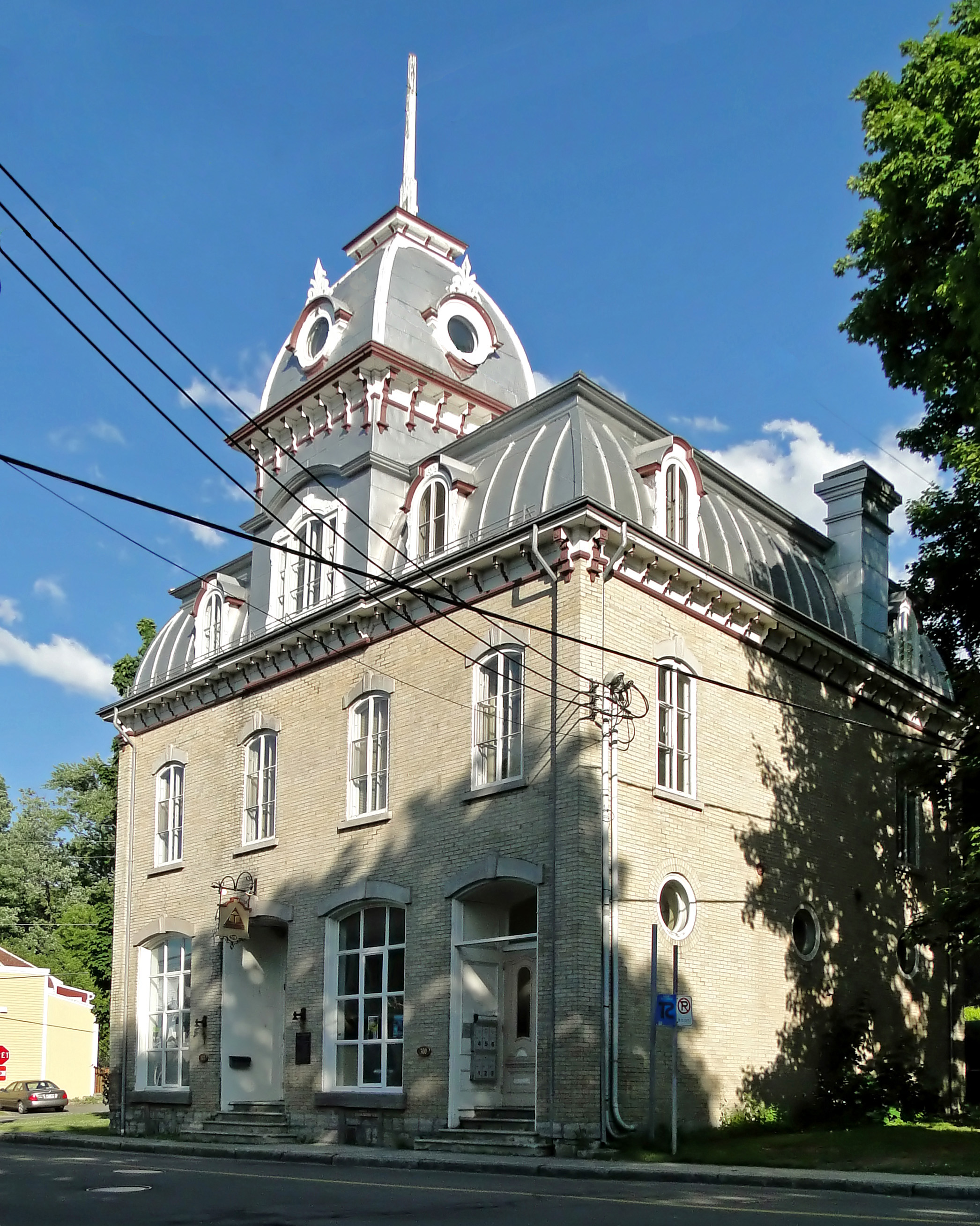
Premier hôtel de ville (village et Ville de Lauzon) construit en 1875.

Lauzon est une ancienne ville du sud de la province de Québec au Canada qui a existé de 1910 à 1989. La ville était située en bordure du fleuve Saint-Laurent, au sud-est de Québec (ville), et elle fait maintenant partie de la ville de Lévis.

## Étymologie du nom
Formation de type occitan : plusieurs rivières de ce nom dans le sud-est de la France.
L'absence de formes anciennes n'autorise que des hypothèses conjecturelles. La première repose sur l'occitan lausa, pierre plate, d'où lauze (aussi nom de rivière du domaine occitan). La seconde sur l'ancien provençal laus, lac (cf. occitan laouset, petit lac de montagne), comme le Lauzet avec un autre suffixe.
Le nom Lauzon fut choisi en l'honneur de Jean de Lauzon, fondateur de la seigneurie de Lauzon en 1636 et gouverneur de la Nouvelle-France de 1651 à 1657.

## Devise des armoiries
Sous les armoiries, on peut lire : « Effort fait les Forts ».

## Histoire

### Fondation de la seigneurie de Lauzon
Le nom Lauzon provient de l'ancienne seigneurie du même nom qui a existé de 1636 à 1836 et qui fut créée par Jean de Lauzon; cette seigneurie inoccupée lui appartenait depuis 1636 et celui-ci ne l'a jamais visitée. Cependant, c'est à Guillaume Couture (1618-1701), premier colon français de la Pointe-Lévy et de la seigneurie de Lauzon, que revient le titre de « père fondateur » de la seigneurie car il a installé les principales institutions du village de Pointe-Lévy. Le monument de Guillaume Couture est installé à Lévis dans un parc du Vieux-Lauzon qui porte son nom. Il est voisin de l'église Saint-Joseph. La maison de Guillaume Couture était située approximativement dans l'actuel stationnement de l'École primaire Saint-Joseph et de l'église Saint-Joseph. Le premier village se nommait Saint-Joseph-de-la-Pointe-Lévy et il est devenu le village de Lauzon en 1867. Pendant une courte période, il a porté aussi le nom de Saint-Joseph-de-Lévis avant 1867.

### Grands événements historiques de la Nouvelle-France avant la fondation du village de Lauzon

#### Invasion militaire de l'amiral Phips en 1690
Les troupes anglaises de l'amiral William Phips sont repoussées par la milice locale, sous le commandement de Guillaume Couture, près de la grève du village (aujourd'hui le secteur du chantier maritime Davie).
Création de la paroisse Saint-Joseph-de-la-Pointe-Lévy en 1694
Le 18 septembre 1694, Jean-Baptiste de La Croix de Chevrières de Saint-Vallier, deuxième évêque de Québec, érigea canoniquement la paroisse Pointe-de-Lévy sous le vocable de Saint-Joseph. Son territoire couvre une grande partie de la seigneurie de Lauzon. Le premier curé, l'abbé Philippe Boucher était arrivé en 1690 à la Pointe-Lévy. La chapelle Saint-Joseph construite en 1675 deviendra l'église Saint-Joseph en 1721. Elle sera incendiée en 1830 puis reconstruite.

#### Invasion militaire du lieutenant-général Monckton en 1759
Le 30 juin, le lieutenant-général Robert Monckton a attaqué le cœur du village de Sainte-Joseph-de-la-Pointe-Lévy avec 2092 hommes contre environ 300 miliciens et amérindiens sous le commandement du seigneur Étienne Charest (1718-1783). C'est dans le premier presbytère que le lieutenant-général Robert Monckton a écrit une lettre à l'attention du premier ministre William Pitt pour annoncer la défaite des troupes françaises à Québec après la Bataille des plaines d'Abraham.

#### Arrivé du corps du général James Wolfe
Le 13 septembre 1759, le général britannique James Wolfe, blessé gravement lors de la Bataille des plaines d'Abraham y décède. Son corps sera déposé pendant quelques heures à l'église Saint-Joseph qui fut réquisitionnée à titre d'hôpital militaire par les Britanniques. Le lendemain, son corps embaumé dans l'église puis expédié à Londres pour son inhumation à l'église Saint-Alfège de Greenwich. L'église de l'époque fut incendiée en 1830 et puis reconstruite sur le même terrain.

#### Exposition du cadavre de La Corriveau en 1763
Le corps de Marie-Josephte Corriveau (1733-1763) fut exposé dans une cage après avoir été pendu aux Buttes-à-Neveu des Plaines d'Abraham. La cage aurait été exposée au coin des actuelles rue Saint-Joseph et de l'Entente. La Corriveau fut enterrée dans sa cage au premier cimetière de la Pointe-Lévy dans une fosse commune sur le terrain de l'église situé du côté sud près de la sacristie. Les restes furent retrouvés en 1851. Le poète et écrivain Louis Fréchette fut témoin de cette découverte à l'âge de 10 ans. La cage fut retracée en 2011 au Peabody Essex Museum de Salem au Massachusetts et elle a été transférée au Musée de la civilisation du Québec en 2015 en collaboration avec la Société d'histoire régionale de Lévis (renommée la Société d'histoire de Lévis en 2016).

### Le village de Lauzon (1867-1910)
Le village de Lauzon fut fondée le 1er janvier 1867 à la suite d'une décision municipale du village de Saint-Joseph-de-la-Pointe-Lévy.Cette décision a déclenché une opposition de la part des résidents habitant au sud de la municipalité de Saint-Joseph-de-la-Pointe-Lévy (en particulier chez les agriculteurs résidents dans les rangs d'Harlaka) et le territoire sud est devenu par la suite une municipalité qui fut nommée Saint-Joseph-de-Lévis de 1867 à 2002. Le nom Lauzon fut choisi pour éviter une confusion avec la ville voisine de Lévis fondée en 1861.

### Ouverture du chantier maritime Davie en 1882

#### Début de la construction d'un bassin de radoub (cale sèche Lorne) en 1880
225 hommes sont engagés pour excaver le site de la future cale sèche. La première pierre fut posée par le gouverneur général du Canada, le marquis de Lorne, le 17 juin. La cale sèche sera gérée par Georges Davie. Les années 1880 marquent le début et l'expansion du chantier Davie de Lauzon. La construction sera terminée en 1886.

#### Naissance du chantier maritime de Lauzon en 1882
George Taylor Davie achète l'Indian Cove West (l'anse aux Sauvages située à Lauzon) de sa belle-mère, veuve de Duncan Patton.

#### Fin des travaux de construction de la cale sèche Lorne du chantier Davie de Lauzon en 1886
La nouvelle cale sèche fut nommée en l'honneur du marquis de Lorne, gendre de la reine Victoria. Sa construction est évaluée à 90 000 $.

#### George Davie acquiert la seconde moitié du terrain de Duncan Patton en 1893
En 1893, George Davie acquiert la seconde moitié du terrain de Duncan Patton, à l'est de Lauzon et forme la «Big Davie».

#### George Davie & Sons s'associe à la compagnie Vickers, Sons & Maxim en 1914
La compagnie George Davie & Sons s'associe à la compagnie Vickers, Sons & Maxim : La Vickers, Sons & Maxim s'est implantée à Montréal en 1911. Pendant la Première Guerre mondiale, la compagnie Davie construisit 424 navires (en particulier des dériveurs de bois, des chalutiers et des harenguiers).

#### La cale sèche Champlain du chantier Davie de Lauzon est aménagée en 1918
La cale sèche Champlain mesure 365 m de longueur. Elle sera un complément pour la cale sèche Lorne inaugurée en 1886.

### Obtention du statut de ville en 1910
Le village de Lauzon a modifié son statut municipal le 3 novembre 1910 pour obtenir le statut de ville. Le premier maire de Lauzon fut Télesphore Charland, qui était commerçant et qui fut le dernier maire du village. Le premier hôtel de ville de Lauzon était situé au 302, rue Saint-Joseph dans un édifice construit en 1875. Ii fut utilisé jusqu'en 1975. Le deuxième hôtel de ville de Lauzon était situé dans l'ancienne école primaire de la rue Bargoné du secteur de l'ancienne paroisse Sainte-Bernadette-Soubirous.

### Fusion municipale du village de Bienville et de la Ville de Lauzon en 1924
La municipalité de village de Bienville, qui exista de 1863 à 1924, fut annexée en partie à Lévis et en partie à Lauzon en 1924.

### La vie militaire de 1865 à 1945

#### Le camp militaire de Lauzon (1865-1945)
L'ancienne ville de Lauzon est caractérisée par la présence d'un ancien camp militaire et de deux forts militaires. Le Parc de la Paix (autrefois Parc du mémorial des militaires) était anciennement un camp d'entraînement militaire utilisé par la milice locale à l'époque de la Nouvelle-France et par le 17e bataillon d'infanterie de Lévis à la fin du XIXe siècle. Les baraques du camp militaire étaient situées dans un champ dont la localisation correspond à l'actuel secteur résidentiel qui s'étend entre la rue de la seigneurie et la rue Louis-Philippe-Guay. Le camp militaire fut en fonction lors des Guerres mondiales de 1914-1918 et 1939-1945. Parmi les régiments présents, il y avait notamment le Régiment de Dorchester et le Régiment de Lévis. Aujourd'hui, on y retrouve un ancien jet de combat CF-101 Voodoo de l'Aviation royale canadienne, ainsi qu'une réplique d'une tour de contrôle (qui héberge le bureau de la Fondation du mémorial des militaires) pour rendre hommage aux pilotes, ainsi que le bureau de la Fondation du mémorial des militaires. L'ancien cénotaphe militaire de l'ancien hôtel de ville de Lévis (auparavant situé au rond-pointe de Lévis en 1946) fut aussi déménagé dans le parc en 2014.

#### Les forts de Lauzon

##### Le Fort Numéro-un

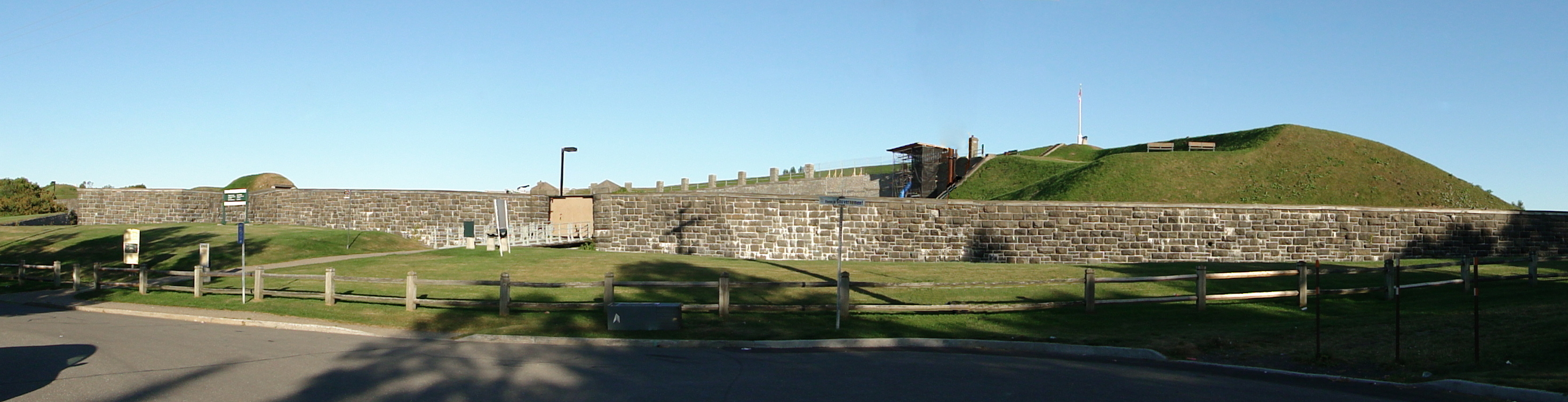
Le Fort Numéro-un

Construit en 1865 et 1872 par les Ingénieurs royaux, il est le premier fort qui constituait un ensemble défensif de trois forts nommé les Forts-de-Lévis. Le camp de Lauzon fut aussi le lieu de résidence des Ingénieurs royaux qui ont participé à la construction du Fort Numéro-un entre 1865 et 1872. L'ancien Parc Guillaume-Couture a été renommé Parc des Ingénieurs-Royaux en 2016 pour leur rendre hommage.

##### Le Fort-de-la-Martinière
Cette installation défensive est constituée de deux forts. Un situé sur la falaise (devant Sainte-Pétronille de l'île d'Orléans) et l'autre au bas. C'est en 1909 que débuta la construction du fort « UPPER MARTINIERE » ou communément nommé le « Fort d'en haut ». Quant au « LOWER MARTINIERE » situé sur la plage, il fut construit en 1910. Ce dernier était plus petit que son grand frère du haut de la pointe. Ces deux forts seront en fonction pendant la Première et la Seconde Guerre mondiale pour surveiller le fleuve par crainte d'une attaque ou d'une invasion maritime.

#### Le manège militaire de Lauzon
Lauzon avait aussi un manège militaire qui était situé au bas du Mont-Lauzon. Il fut en fonction approximativement entre les années 1930 jusqu'aux années 1960. Le bâtiment fut modifié pour accueillir le garage municipal de Lauzon.

### Grandes tragédies à Lauzon en 1890 et en 1955

#### Accident ferroviaire sur le pont de fer de la rue Saint-Joseph en 1890
Le 17 décembre 1890, le convoi ferroviaire de l'Intercolonial, en provenance d'Halifax, déraille dans le village de Lauzon au niveau du pont de fer de la rue Saint-Joseph, situé près des rues Bourassa, François-Bissot et du chantier maritime Davie. Environ quatre ou cinq wagons sont tombés sur la rue Saint-Joseph et devant plusieurs résidences. Il y eut plusieurs blessés et une dizaine de morts. Le préfet Joseph-Phydime Blais de Kamouraska est décédé dans ce déraillement. Il se rendait à Québec en compagnie du maire Alexis Dessaint, député fédéral du comté de Kamouraska (aussi décédé), pour demander des subsides au Gouvernement pour l'établissement d’une verrerie à Kamouraska. Le pont de fer existe toujours, mais il ne sert plus au transport ferroviaire. Il est utilisé pour la piste cyclable du Parcours des Anses.

#### Incendie du chantier maritime Davie Shipbuilding Co. en 1955
Le 27 octobre 1955, le chantier maritime Davie Shipbuildings Co. de Lauzon a été rasé par un feu qui a causé pour 3 à 4 millions de dollars de dommages. Plus de 1 000 employés de la Davie Shipbuilding Co. seront privés d'ouvrage par cette catastrophe qui, en plus de faire des dégâts considérables dans les chantiers, a détruit aussi des maisons avoisinantes sur la rue Saint-Joseph. L'incendie a été combattu pendant huit heures par les pompiers de Lauzon, de Lévis, de Saint-David-de-l'Auberivière et de la Ville de Québec pour finalement maîtriser les flammes. Les bateaux-pompes du Port de Québec ont aussi arrosé les bâtiments menacés par le feu. Actuellement, il s'agit du pire incendie dans l'histoire du chantier maritime et de la rive-sud de Québec.

### La Cité de Lauzon
Lauzon a obtenu le titre de cité le 19 décembre 1951. Elle est redevenue une ville le 30 août 1980.

### Éducation

#### Arrivée des sœurs de Jésus-Marie pour l'enseignement des jeunes filles en 1855
C'est l'arrivée des sœurs de Jésus-Marie en provenance de Lyon,France. Les religieuses vont ouvrir un couvent dédié à l'éducation des jeunes filles du village par l'entremise de Ignace Bourget (1799-1885).

#### Ouverture du premier pensionnat pour les garçons en 1885
C'est l'ouverture du Collège de Lauzon, premier pensionnat pour garçons de la Rive-Sud de Québec. Le pensionnat fut dirigé par les frères de la communauté des Clercs de Saint-Viateur. L'établissement porte actuellement le nom École primaire Saint-Joseph depuis la fin des années 1960.

#### Ouverture de la première école des métiers au sud de Québec en 1929
Le gouvernement provincial a donné l'autorisation pour l'enseignement de cours pratiques du soir dans le local de l'Union nationale ouvrière situé au 12, rue Sainte-Catherine. Les cours offerts étaient en ajustage-mécanique, en menuiserie et en dessin-mécanique. L'école fut détruite par incendie le 13 février 1942 et elle fut relocalisée sur la rue Philippe-Boucher, dans le bâtiment de l'actuelle école secondaire Guillaume-Couture. Une maison privée occupe le terrain de l'ancienne école de la rue Sainte-Catherine.

#### Fondation du Cégep Lévis-Lauzon en 1969
Fondé dans l'ancien bâtiment de l'Institut de Technologie de Lévis-Lauzon de la rue Philippe-Boucher, le Cégep de Lévis s'est installé dans son bâtiment actuel en 1975.

#### L'École secondaire Sainte-Anne devient l'École secondaire de Lauzon en 1986
En 1986, l'École secondaire Sainte-Anne de la rue Giguère (actuellement la Maison des Aînés) s'est installée dans le bâtiment de l'ancienne École techniques de Lauzon (l'Institut de Technologie de Lévis-Lauzon) qui fut aussi le premier bâtiment du Cégep Lévis-Lauzon. L'école sera renommée École secondaire de Lauzon pendant un an. Un concours fut organisé par la direction de l'école pour trouver un nom qui pourrait rendre hommage à un personnage de Lauzon. Depuis 1987, elle porte le nom École secondaire Guillaume-Couture en l'honneur du premier pionnier de la seigneurie de Lauzon.

### Économie
La ville de Lauzon a fait sa marque sur les plans économique et industriel notamment par la présence du chantier maritime Davie, l'usine des croustilles (chips) Du-Lac (aujourd'hui Frito-Lay) depuis le début des années 1970. Sans oublier les diverses entreprises installées dans son parc industriel dont PH Tech, les Laboratoires Vachon et Lambert Sports.
Le plus gros employeur de l'ancienne ville de Lauzon est le chantier naval Davie (Davie Yards ASA et anciennement Davie Shipbuilding). Il est toujours en opération et il possède la plus grande cale sèche au Canada.

### Événements commémoratifs

#### Le Tricentenaire de la Rive-Sud de Québec
En 1947, le tricentenaire (ou le 300e anniversaire de l'arrivée de Guillaume Couture à la Pointe-Lévy) a été célébré du 21 au 26 juin. Une fête majeure a été organisée et c'est à cette occasion que le monument de Guillaume Couture (1618-1701) fut dévoilé le 22 juin sur le terrain du presbytère de la paroisse Saint-Joseph de Lauzon. Le dévoilement eu lieu en présence de L'Hon. Maurice Bourget, du curé Joseph V. Boucher de Lauzon. Plusieurs médias étaient présents dont la CBC Radio. Le monument fut érigé par la collaboration du comité du tricentenaire, la Société Saint-Jean-Baptiste de Lauzon et des représentants des Couture provenant du Canada et des États-Unis. La statue fut sculptée par J.-Georges et Henri Trudelle et elle a été coulée dans le bronze par M. Lucien Guay à l'ancienne Fonderie Lauzon Inc. (située anciennement au coin des rues Giraud et de Normandie). Un film en couleur (unique à cette époque) fut tourné lors de cet événement pour présenter les diverses activités. Le film fut restauré en 1991. Le 25e anniversaire du tricentenaire fut soulignée sobrement en 1972 par une messe commémorative et une réception au sous-sol de l'église de Lauzon. En 1997, le 350e fut souligné, ainsi que le 360e en 2007 à la veille du 400e anniversaire de la fondation de la Ville de Québec.

#### Le75eanniversairede la Ville de Lauzon
En 1985, des activités communautaires furent organisées pour souligner le dernier anniversaire de la Ville de Lauzon. Une exposition relatant l'histoire de Lauzon fut présentée à l'École Saint-Joseph. C'est la dernière grande fête municipale avant la fusion de 1989 avec la Ville de Lévis.

#### Le tricentenaire du chemin royal (aujourd'hui la rue Saint-Joseph)
Le 3 novembre 2013, la Société d’histoire régionale de Lévis et la paroisse Saint-Joseph de Lévis ont souligné le tricentenaire du chemin royal qui est devenu, en 1863, la rue Saint-Joseph. D’abord, les célébrations ont commencé par une messe commémorative à l’église St-Joseph présidée par l’abbé Paolo Maheux, curé de la paroisse, en présence des Filles du Roy. La messe fut suivie par le tir de mousquet par les Arquebusiers du Kébec, ainsi que d’un coup de canon fort bruyant. Les Chevaliers de Colomb de Lauzon ont invité les nombreux participants à un brunch à la salle Monseigneur-Bourget de l'église où différents kiosques de photos, costumes, armurier, etc. avaient été installés pour les visiteurs. Après le brunch, M. Vincent Couture, président de la SHRL a donné une conférence sur l’histoire du Chemin du Roy et de la rue Saint-Joseph. Enfin, les Religieuses Jésus-Marie ont ouvert les portes de leur couvent pour faire visiter leur musée ainsi que la très belle chapelle du Sacré-Coeur.

#### Le50eanniversairede l'incendie du chantier maritime Davie.
La Société d'histoire régionale de Lévis a souligné en 2015 le 50e anniversaire du plus gros incendie de Lauzon par une exposition estivale qui fut présentée à la chapelle Saint-François-Xavier du 27 juin au 12 octobre 2015. Les gens ont pu voir des photos de l'incendie et un équipement de pompier qui appartenait au chef Poisson des pompiers de Lauzon. De plus, les visiteurs ont pu voir un enregistrement vidéo provenant de la Société Radio-Canada et entendre un enregistrement audio de la défunte station radiophonique CHRC-AM.

#### Dévoilement du nouveau monument de Guillaume Couture en 2017
Le 6 juillet 2017, le nouveau monument fut inauguré dans le cadre du 70e anniversaire de son inauguration et du 370e anniversaire de l'arrivée de Guillaume Couture à Pointe-Lévy. L'inauguration a eu lieu en présence du maire de Lévis, M. Gilles Lehouillier, Mme Françoise Mercure, présidente de la Commission de la capitale nationale du Québec, ainsi que M. Vincent Couture, président de la Société d'histoire de Lévis et de l'Association des familles Couture d'Amérique. La statue de 1947 a eu un nouveau socle et le parc a été réaménagé pour rendre hommage au premier colon de la seigneurie de Lauzon. L'ensemble est un hommage et un rappel de son histoire. Notamment par un panneau d'interprétation qui raconte son histoire. Un rassemblement de plus de 100 descendants de Guillaume Couture a eu lieu au monument le 9 juillet 2017 et à l'École de musique du couvent Jésus-Marie. Ils provenaient du Québec et des États-Unis (Détroit, Boston et Hartford).

### Sports
L'aréna de Lauzon fut construit en 1969 et porte aujourd'hui le nom Aréna André Lacroix en hommage à l'ancien joueur de hockey de la LNH et de l'AMH. Il est né à Lauzon le 5 juin 1945. André Lacroix a joué en compagnie de plusieurs grands joueurs de hockey dont Bernard Parent, Jean-Guy Gendron, Bobby Hull, Stan Mikita, Pat Stapleton et Gordie Howe. L'aréna André Lacroix est fermé depuis 2020 pour fins de rénovations majeures

### Disparition de la Ville de Lauzon par la fusion municipale avec la Ville de Lévis
En 1989, Lauzon avait une population d'environ 14 500 habitants lors de sa fusion avec Lévis. Elle comptait trois paroisses catholiques: Saint-Joseph-de-Lauzon, Saint-Antoine-de-Bienville et Sainte-Bernadette-Soubirous. La fusion fut officialisée le 1er septembre 1989. La ville fusionnée a porté le nom de Lévis-Lauzon jusqu’au 9 mars 1991 puis la nouvelle ville fut ensuite fusionnée avec celle de Saint-David-de-l'Auberivière pour reprendre définitivement le nom de Lévis.

## La liste des maires de Lauzon de 1867 à 1989
- Voir la page Liste des maires de Lauzon pour avoir la liste complète (incluant le village, la ville et la cité).

## La liste des premiers curés de Lauzon de 1690 à aujourd'hui
Voir la page Église Saint-Joseph-de-la-Pointe-Lévy.

## La liste des personnalités québécoises nées à Lauzon
Voir la page Liste de personnalités nées à Lauzon.

## Sources
Ouvrages de référence :
- Couture, Pierre. Guillaume Couture, le roturier bâtisseur, Montréal, Éditions XYZ, 2005, 161 p.
- Roy, J.-Edmond. Histoire de la Seigneurie de Lauzon, volume 1 à 5, Mercier et Cie, 1897 (réédité en 1984).
- Samson, Gilbert. Bienville, 1896-1996: cent ans d'histoire, Lévis, Comité du centenaire de Bienville, 1996, 136 p.
- Marcil, Eileen Reid. Au rythme des marées : l'histoire des chantiers maritimes Davie, Toronto, Industries David Inc., 1997, 601 p.

Les archives de la Société d'histoire de Lévis.
Site web :
- PADREM QUÉBEC - Ville de Lauzon 1.1.1867-1.9.1989.